# Таємне життя: Джеффрі Дамер
«Таємне життя: Джеффрі Дамер» (англ. The Secret Life: Jeffrey Dahmer) — американська малобюджетна телевізійна біографічна кримінальна драма 1993 року режисера Девіда Р. Боуена. Карл Крю написав сценарій та зіграв Джеффрі Дамера, американського серійного вбивцю, некрофіла та канібала.

## Синопсис
У фільмі розповідається про життя серійного вбивці Джеффрі Дамер. Коли його нарешті спіймали, виявилося, що його квартира була кімнатою жахів, де він катував своїх жертв до смерті, розрізав тіла на шматки і зберігав їх у морозильній камері. Фільм зняли за рік до того, як Дамера було вбито у в’язниці.

## Виробництво
Фільм знімався з травня по липень 1992 року.

## Дивись також
- «Дамер» — біографічний кримінальний фільм жахів 2002 року (з Джеремі Реннером у ролі Дамера).
- «Мій друг Дамер» — біографічна драма 2017 року (у ролі Дамера знявся Рос Лінч).
- «Дамер – Чудовисько: Історія Джеффрі Дамера» — 10-серійний біографічний кримінальний драматичний серіал Netflix 2022 року (з Еваном Пітерсом у ролі Дамера).